# 36e méridien est
En géographie, le 36e méridien est est le méridien joignant les points de la surface de la Terre dont la longitude est égale à 36° est.

## Géographie

### Dimensions
Comme tous les autres méridiens, la longueur du 36e méridien correspond à une demi-circonférence terrestre, soit 20 003,932 km. Au niveau de l'équateur, il est distant du méridien de Greenwich de 4 007 km,.
Avec le 144e méridien ouest, il forme un grand cercle passant par les pôles géographiques terrestres.

### Régions traversées
En commençant par le pôle Nord et descendant vers le sud au pôle Sud, Le 36e méridien est passe par:
| Coordonnées          | Pays, territoire ou mer | Notes                                                                 |
| -------------------- | ----------------------- | --------------------------------------------------------------------- |
| 90° 00′ N, 36° 00′ E | Océan Arctique          |                                                                       |
| 80° 19′ N, 36° 00′ E | Mer de Barents          | Passe juste à l'ouest de l'Île Victoria, Russie                       |
| 69° 07′ N, 36° 00′ E | Russie                  | Péninsule de Kola                                                     |
| 66° 20′ N, 36° 00′ E | Mer Blanche             |                                                                       |
| 65° 11′ N, 36° 00′ E | Russie                  | Îles Solovki                                                          |
| 64° 59′ N, 36° 00′ E | Mer Blanche             |                                                                       |
| 64° 11′ N, 36° 00′ E | Russie                  | Passe par le Lac Onega                                                |
| 50° 27′ N, 36° 00′ E | Ukraine                 |                                                                       |
| 46° 39′ N, 36° 00′ E | Mer d'Azov              |                                                                       |
| 45° 22′ N, 36° 00′ E | Ukraine                 | Crimée (revendiquée et contrôlée par la Russie)                       |
| 45° 02′ N, 36° 00′ E | Mer Noire               |                                                                       |
| 41° 43′ N, 36° 00′ E | Turquie                 |                                                                       |
| 36° 55′ N, 36° 00′ E | Mer Méditerranée        | Golfe d'Alexandrette                                                  |
| 36° 29′ N, 36° 00′ E | Turquie                 |                                                                       |
| 35° 56′ N, 36° 00′ E | Syrie                   |                                                                       |
| 34° 39′ N, 36° 00′ E | Liban                   |                                                                       |
| 33° 43′ N, 36° 00′ E | Syrie                   | Sur environ 11km                                                      |
| 33° 37′ N, 36° 00′ E | Liban                   | Sur environ 10km                                                      |
| 33° 32′ N, 36° 00′ E | Syrie                   |                                                                       |
| 32° 40′ N, 36° 00′ E | Jordanie                | Passe juste à l'est de Amman                                          |
| 29° 12′ N, 36° 00′ E | Arabie saoudite         |                                                                       |
| 26° 56′ N, 36° 00′ E | Mer Rouge               | Passe juste à l'ouest de l'Île de Rocky, Égypte                       |
| 22° 41′ N, 36° 00′ E | Triangle de Hala'ib     | Territoire disputé, contrôlé par l'Égypte et revendiqué par le Soudan |
| 22° 00′ N, 36° 00′ E | Soudan                  |                                                                       |
| 12° 43′ N, 36° 00′ E | Éthiopie                | La frontière avec le Kénya est dans le Lac Turkana                    |
| 4° 29′ N, 36° 00′ E  | Kenya                   |                                                                       |
| 2° 05′ S, 36° 00′ E  | Tanzanie                |                                                                       |
| 11° 30′ S, 36° 00′ E | Mozambique              |                                                                       |
| 18° 56′ S, 36° 00′ E | Océan Indien            |                                                                       |
| 60° 00′ S, 36° 00′ E | Océan Austral           |                                                                       |
| 69° 24′ S, 36° 00′ E | Antarctique             | Terre de la Reine-Maud, revendiqué par la Norvège                     |